# Claire O'Riordan
Pour les articles homonymes, voir O'Riordan.
Claire O'Riordan, née le 12 octobre 1994 à Newcastle West dans le comté de Limerick, est une footballeuse internationale irlandaise. Elle joue au poste de défenseuse. Elle est internationale depuis 2016.

## Biographie
Claire O'Riordan nait le 12 octobre 1994 à Newcastle West dans l'ouest du comté de Limerick. Dans sa jeunesse elle pratique essentiellement les sports gaéliques, camogie et football gaélique. N'ayant pas été sélectionnée dans les équipes de jeunes du comté, elle décide de se tourner vers le football.

### En club
Après avoir intégré une université à Carlow, elle signe son premier contrat senior au Wexford Youths Women's Football Club qui dispute le championnat d'Irlande. Elle y reste cinq années et y remporte trois titres de championnes d'Irlande et gagne une Coupe d'Irlande.
En 2018, elle signe dans le championnat allemand avec le MSV Duisbourg. C'est son premier contrat professionnel. Elle qui avait débuté plutôt dans des postes d'attaquante, évolue désormais en défense centrale. Elle reste quatre saisons en Allemagne avant de rejoindre les Écossaises du Celtic Football Club Women en août 2022.
Le 13 juillet 2023, Claire O'Riordan quitte le Celtic pour signer au Standard de Liège. Cette signature à lieu, jour pour jour, un mois après la signature de sa compatriote Amber Barrett dans ce même club,,.

### En équipe nationale
Claire O'Riordan n'est jamais apparu en équipes nationales de jeunes puisqu'elle était licenciée dans un club sous l'égide de la GAA. Elle obtient donc directement sa première sélection en équipe nationale senior en 2016 alors qu'elle joue à Wexford. Son premier match international a lieu à l'occasion d'une compétition internationale à Chypre en mars 2016. Elle est remplaçante et entre comme attaquante en fin de match à la place de Katie McCabe à l'occasion d'une défaite 0-1 contre la Hongrie.
O'Riordan participe ensuite activement à la campagne de qualification pour la Coupe du monde 2019. Elle disparait ensuite des sélections pour revenir lors de la préparation à la Coupe du monde 2023. Elle est titulaire à l'occasion d'une rencontre amicale contre la Zambie où elle marque son premier but international pour sa dix-neuvième sélection.
En juin 2023, elle est sélectionnée pour disputer la coupe du monde 2023 en Australie.
| Équipe               | Année | Sélections |
| -------------------- | ----- | ---------- |
| République d'Irlande | 2016  | 1          |
| République d'Irlande | 2017  | 4          |
| République d'Irlande | 2018  | 4          |
| République d'Irlande | 2019  | 6          |
| République d'Irlande | 2021  | 2          |
| République d'Irlande | 2022  | 1          |
| République d'Irlande | 2023  | 1          |
| Total                | Total | 19         |

## Palmarès
Avec Wexford
- Championnat d'Irlande
  - Vainqueur en 2014-2015, 2015-2016, 2017
- Coupe d'Irlande
  - Vainqueur en 2015